# Sametingets valgmanntall
Das Sametingets valgmanntall ist das Register der Personen, die das aktive und passive Wahlrecht bei Wahlen für das norwegisch-samische Parlament Sameting haben. Es basiert auf den Paragrafen 2–6 des Samengesetzes (norwegisch Sameloven). Im Juni 2023 wurden 23.488 Menschen im Wahlregister geführt.

## Kriterien
Für die Aufnahme in das Register sind im Samengesetzes sowohl subjektive als auch objektive Kriterien festgelegt. Zu den objektiven Kriterien zählen die Kenntnisse der samischen Sprachen. Aufgenommen werden können Personen, die entweder selbst zu Hause samisch sprechen oder deren Eltern, Großeltern oder Urgroßeltern dies taten. Auch können alle Kinder von Personen aufgenommen werden, die selbst im Register stehen. Grund dafür, dass auch die Sprache der Vorfahren ausschlaggebend sein kann, ist die Norwegisierungspolitik des 20. Jahrhunderts, durch die die samischen Sprachen zurückgedrängt wurden. Dadurch gibt es samische Personen, die sich dem Volk zugehörig fühlen, die Sprache aber selbst nicht gelernt haben.
Zusätzliches subjektives Aufnahmekriterium ist die Identifizierung als Same. Dieses Kriterium wurde aufgenommen, damit gewährleistet wird, dass möglichst nur Personen mit tatsächlichem Interesse an samischen Themen ins Wahlregister aufgenommen werden.
Die Kriterien für die Aufnahme im Sametingets valgmannstall können geändert werden. Zunächst gab es etwa kein Recht darauf, dass auch Kinder von gelisteten Personen aufgenommen werden und die Sprache musste mindestens von den Großeltern gesprochen werden, die Urgroßelterngeneration reichte noch nicht aus. Es gibt zudem Diskussionen über weitere Änderungen, etwa darüber, ob die Aufnahmekriterien auch auf Ehepartner ausgeweitet werden sollten.

## Nicht aufgeführte Personen
Nicht aufgeführt werden Samen unter 18 Jahren, da sie noch nicht wahlberechtigt sind, Samen, die keine Eintragung beantragen und die Samen, die die Kriterien nicht erfüllen. Somit bildet das Register keine Liste aller samischen Personen Norwegens. Beim Aufstellen der Kriterien durch den Samenrechtsausschuss wurde betont, dass auch Personen, die nicht in das Sametingets valgmanntall aufgenommen werden, Mitglieder des samischen Volkes sein können. Damit haben sie trotzdem durch den Paragraf 108 des norwegischen Grundgesetzes das Recht darauf, ihre Sprache und Kultur in Norwegen auszuleben und vom Staat dabei geschützt zu werden.

## Entwicklung der Registrierungen
Die Anzahl der eingeschriebenen Personen steigt seit 1989 stetig an. Im Jahr 1989 waren zunächst 5.497 Samen registriert, 2005 wurden 12.538 Menschen erreicht. Im Juni 2023 lag der Wert bei 23.488 Personen. Anhand der registrierten Personen in einem samischen Wahlkreis wird festgelegt, wie viele Abgeordnete für einen Wahlkreis ins Parlament einziehen dürfen.
Durch das stetige Anwachsen des Registers kam mit der Zeit Kritik auf, da vermutet wurde, dass Nicht-Samen sich in das Register eintragen lassen. Das Sameting erklärte daraufhin, die Neueintragungen stärker zu überprüfen. Mit dem Anwachsen kam es zudem zu einer Verschiebung in der Wählerschaft. Bei der Sametingswahl 2021 wird diese als ein Grund für den starken Anstieg der Mandate der Partei Nordkalottfolket gewertet. Der vergleichende Politikwissenschaftler Per Selle beschrieb die Politik der Partei als deutliche Opposition der bis dahin geführten Politik des Sametings.